# Urfahrhof
Urfahrhof ist ein Gemeindeteil der Gemeinde Genderkingen im Landkreis Donau-Ries (Regierungsbezirk Schwaben, Bayern).

## Geographie
Die Einöde liegt etwa vier Kilometer westlich des Hauptortes Genderkingen und ist mit dem Gemeindezentrum durch die Kreisstraße DON 29 verbunden. Von der Kreisstadt Donauwörth ist der Ort fünf Straßenkilometer entfernt. Die Donau fließt rund 300 Meter nördlich des Hofes.

## Geschichte
Beim Urfahrhof handelt es sich vermutlich um die älteste Einöde Genderkingens, denn das Anwesen existierte bereits als Amtslehen der in Oberndorf ansässigen Erbmarschälle des Hochstifts Augsburg. „Urfahr“ bedeutet „Überfahrt“ und leitet sich von der Pflicht ab, die Einwohner von Unterhamlar und von drei Häusern Nordheim beim Kirchgang nach Zirgesheim über die Donau zu setzen, die dem Bauern bis 1740 auferlegt war. Durch die Lage nahe dem Egelseebach und der Donau erlitt der Hof in vergangenen Jahrhunderten oft große Schäden. Mindestens von 1694 bis 1906 war er in Familienbesitz Lauter, dann gehörte er bis 1959 einer Familie Mußelmann. Seither ist das Anwesen im Eigentum der Südzucker, die im acht Kilometer entfernten Rain eine Zuckerfabrik betreibt.